# Гарпунний механізм
Гарпунний механізм (англ. harpoon mechanism) — послідовність хімічних реакцій (термічних чи фотоіндукованих) між нейтральними молекулярними частинками, в якій перенос електрона на велику відстань супроводжується значним зменшенням віддалі між донорним та акцепторним центрами через електростатичне притягання в утвореній іонній парі.

## Приклади
- Загальна формула: Rg + X2 + hν → RgX + X,[1] де Rg — Благородні гази, а X — галоген.
- Ba…FCH3 + hν → BaF(*) + CH3[2]
- K + CH3I → KI + CH3[3]